# Retusz (archeologia)
Retusz, inaczej załuskiwanie – wtórna obróbka półsurowca narzędzia kamiennego mająca na celu nadanie mu pożądanej formy i przystosowanie krawędzi do użytku narzędziowego. Najczęściej wiązała się z jego zaostrzeniem bądź zmianą kształtu. Ewolucja metod obróbki kamienia, w tym retuszu, stanowi jeden z najważniejszych wyróżników dla klasyfikacji kultur archeologicznych epok kamienia. Retusz jest jednym z etapów techniki odłupkowej, tj. jednej z dwóch (obok techniki rdzeniowej) zasadniczych metod obróbki kamienia przez ludzi epok przedhistorycznych. Retuszowanymi fragmentami skał były najczęściej odłupki oraz wióry. Archeologia wyróżnia wiele typów retuszu, m.in.: powierzchniowy, zbieżny, marginalny, boczny, transwersalny czy zębaty. Retuszu dokonywano albo poprzez uderzanie, albo poprzez nacisk.